# Arturo Peniche
Arturo Peniche Suárez (Cidade do México, 17 de maio de 1962) é um ator mexicano.

## Biografia
Arturo fez sua estreia ao lado "Juliancito Bravo" com seis anos de idade. Ele fez duas obras teatrais nu com 21 anos. Atuando com Letícia Calderón na telenovela La Indomable.
Arturo é um dos mais procurados galãs. Vimos ele fazer pares com belas atrizes como: Thalía em Maria Mercedes, Karla Álvarez, e Sabine Moussier em  Mujeres engañadas, Letícia Calderón em La Indomable e Gabriela Spanic, que foi seu par em La Intrusa em 2001.
Em 2004, Arturo se juntou ao elenco da telenovela Corazones al límite produção de Nicandro Díaz González e Roberto Hernández. Em 2005 ele foi convidado a participar na telenovela Contra viento y marea, que desempenha o papel de "Nazario". Nesse mesmo ano, Arturo desempenha "Antonio" em Alborada, uma boa telenovela de Carla Estrada.
Em 2007, dá vida ao "Governador Fernando Sánchez de Moncada" em Zorro, la espada y la rosa, a primeira adaptação do gênero telenovela da lenda do Zorro e da primeira versão em espanhol. Esta foi um telenovela estrelada por Christian Meier e Marlene Favela.
Em seguida, ele ingressou na filmagem de "Victoria", juntamente com as estrelas Victoria Ruffo e Mauricio Ochmann.
Participou da telenovela En nombre del amor com Victoria Ruffo, Letícia Calderón, Laura Flores, entre outros.
Como um cantor também tem se destacado. Ele gravou seu primeiro álbum, produzido pela "Fatto" e suas canções são baladas Pop.
Em 2014 ele se integrou ao elenco de La Malquerida ao lado de Victoria Ruffo, Ariadne Díaz e Christian Meier.

## Vida pessoal
Tem duas irmãs, entre elas a atriz Alejandra Peniche, incluindo um irmão: o também ator Flávio Peniche. É casado com Gabriela Ortiz há 35 anos, com quem tem dois filhos: Brandon Peniche e Khiabet.

## Filmografia

### Televisão
| Ano  | Título                     | Personagem                                                   | Notas                                              |
| ---- | -------------------------- | ------------------------------------------------------------ | -------------------------------------------------- |
| 1982 | Chispita                   | —                                                            | Debut em televisão                                 |
| 1984 | Principessa                | —                                                            |                                                    |
| 1985 | Vivir un poco              | Adrián Merisa Obregón                                        |                                                    |
| 1986 | Monte calvario             | Gustavo Seckerman                                            |                                                    |
| 1987 | La indomable               | Miguel Echanove                                              |                                                    |
| 1988 | Amor en silencio           | Fernando Silva                                               |                                                    |
| 1989 | María María                | Esteban Araujo Suárez                                        |                                                    |
| 1990 | Emperatriz                 | David                                                        |                                                    |
| 1991 | Valeria y Maximiliano      | Patricio del Val                                             |                                                    |
| 1992 | María Mercedes             | Jorge Luis del Olmo Morantes                                 |                                                    |
| 1995 | María José                 | Carlos Alberto Almazán                                       |                                                    |
| 1995 | Morelia                    | José Enrique Campos Miranda                                  |                                                    |
| 1996 | Marisol                    | Juan Vicente Morelos                                         |                                                    |
| 1997 | El alma no tiene color     | Lisandro del Álamo                                           |                                                    |
| 1998 | Vivo por Elena             | Héctor                                                       |                                                    |
| 1998 | ¿Qué nos pasa?             | Vários personagens                                           | 1 episódio                                         |
| 1998 | La usurpadora              | Lic. Edmundo Serrano                                         |                                                    |
| 1998 | Soñadoras                  | José Luis Dueñas                                             |                                                    |
| 1999 | Cuento de Navidad          | Dr. Antonio                                                  |                                                    |
| 1999 | Mujeres engañadas          | Alejandro Lizárraga                                          |                                                    |
| 2000 | Siempre te amaré           | Luis Miguel Garrai                                           |                                                    |
| 2000 | Amigos x siempre           | Ele mesmo                                                    |                                                    |
| 2000 | Carita de ángel            | Dr. Montemayor                                               |                                                    |
| 2001 | La intrusa                 | Carlos Alberto Junquera Brito                                |                                                    |
| 2002 | Entre el amor y el odio    | Fabio Sacristán                                              | Episódio: "11 de fevereiro de 2002"                |
| 2004 | Corazones al límite        | Álvaro Riverol                                               |                                                    |
| 2005 | Contra viento y marea      | Nazario                                                      |                                                    |
| 2005 | Alborada                   | Antonio de Guzmán                                            |                                                    |
| 2006 | Heridas de amor            | Alfredo Luque                                                | Episódio: "3 de abril" Episódios: "10-12 de junho" |
| 2007 | Zorro, la espada y la rosa | Fernando Sánchez de Moncada                                  |                                                    |
| 2007 | Victoria                   | Enrique Mendoza                                              |                                                    |
| 2008 | En nombre del amor         | Padre Juan Cristóbal Gamboa / Monseñor Juan Cristóbal Gamboa |                                                    |
| 2010 | Niña de mi corazón         | Máximo Arrioja                                               |                                                    |
| 2010 | Cuando me enamoro          | Monseñor Juan Cristóbal Gamboa                               |                                                    |
| 2012 | Qué bonito amor            | Fernando Beltran "El Mil Amores" Gaxiola                     |                                                    |
| 2013 | La Tempestad               | Don Ariel Reverte                                            | Episódios: "30 de maio - 17 de junho de 2013"      |
| 2013 | Qué pobres tan ricos       | Don Nepomuceno "Nepo" Escandiondas Rodriguez                 |                                                    |
| 2014 | La malquerida              | Héctor Robledo                                               |                                                    |
| 2015 | A que no me dejas          | Don Gonzalo Murat Cervantes                                  |                                                    |
| 2016 | Mujeres de negro           | Bruno Borghetti                                              |                                                    |
| 2017 | La Rosa de Guadalupe       | Roberto                                                      | Episódio: "Mi princesa"                            |
| 2017 | El vuelo de la Victoria    | Braulio Zavala                                               |                                                    |
| 2018 | Tenías que ser tú          | Ezequiel Pineda Domínguez                                    |                                                    |
| 2018 | Tres Milagros              | Coronel Ulices Suárez                                        |                                                    |
| 2019 | Silvia, frente a ti        | General Luis Pinal                                           |                                                    |
| 2019 | La reina soy yo            | Edgar                                                        |                                                    |
| 2019 | Preso No. 1                | Pedro Islas de Cardán                                        |                                                    |
| 2019 | Cita a ciegas              | Federico Salazar                                             |                                                    |
| 2021 | Fuego ardiente             | El Comandante Alfonso Juárez                                 |                                                    |
| 2022 | Amor dividido              | Alejo Núñez Spíndola                                         |                                                    |
| 2022 | Mi secreto                 | Ernesto Lascuráin                                            |                                                    |

### Cinema
| Ano  | Título                                       | Personagem         | Notas          |
| ---- | -------------------------------------------- | ------------------ | -------------- |
| 1990 | Traficantes del vicio                        |                    | Curta-metragem |
| 1990 | Prisioneros de la selva                      |                    |                |
| 1990 | El fiscal de hierro 2: La venganza de Ramona |                    |                |
| 1990 | La mujer judicial                            | Aaron              |                |
| 1990 | Entre la fe y la muerte                      |                    |                |
| 1991 | Amor y venganza                              |                    |                |
| 1992 | El tigre de la frontera                      |                    |                |
| 1994 | La asesinadita                               |                    |                |
| 1996 | Trébol negro                                 |                    |                |
| 1997 | Pacas de a kilo                              |                    |                |
| 1998 | Cabaret mortal                               |                    | Curta-metragem |
| 1998 | Búsqueda implacable                          |                    |                |
| 1999 | Sendero mortal II                            |                    |                |
| 1999 | Stuart Little                                | Carlos             | Dublagem       |
| 1999 | Maldito amor: Demasiado tarde                | Estebán            |                |
| 1999 | El señor de los cerros                       | Diogenes           |                |
| 2003 | Secuestro crimen y castigo                   |                    |                |
| 2003 | La hora pico: El reventón                    | Vários personagens | Telefilme      |
| 2004 | Narco cabrón, federal mas chingón            |                    | Curta-metragem |

## Teatro
| Obras de Teatro                         |
| --------------------------------------- |
| Me llaman Pedro, el hombre de la navaja |
| A calzon amarrado                       |
| Demasiado para una noche                |
| Don cual tenorio                        |
| Naná                                    |
| Atrapame a media noche                  |
| Travesuras de un crimen                 |
| Nada de sexo que somos decentes         |
| Una pareja en a puros                   |
| La doble moral                          |
| Travesuras de un crimen                 |

## Discografia
| Año  | Discografía        |
| ---- | ------------------ |
| 2002 | Mi amor anda libre |
| 2004 | Bésame en la boca  |
| 2014 | Infiel             |
| 2017 | Bandera blanca     |

## Prêmios e Indicações
| Ano  | Festival                     | Categoria                  | Nomeações            | Resultado |
| ---- | ---------------------------- | -------------------------- | -------------------- | --------- |
| 1986 | Prêmio TVyNovelas            | Melhor Revelação Masculina | Vivir un poco        | Venceu    |
| 1986 | Prêmio TVyNovelas            | Melhor Ator Jovem          | Vivir un poco        | Indicado  |
| 1989 | Prêmio TVyNovelas            | Melor Ator Protagonista    | Amor en silencio     | Indicado  |
| 1993 | Prêmio TVyNovelas            | Melor Ator Protagonista    | María Mercedes       | Venceu    |
| 1996 | Prêmios El Heraldo de México | Melhor Ator                | María José           | Venceu    |
| 1996 | Prêmio ACE de Nova York      | Melhor Ator Protagônico    | María José           | Venceu    |
| 2002 | Prêmios El Heraldo de México | Melhor Ator                | La intrusa           | Venceu    |
| 2009 | Premios People en Español    | Melhor Ator                | En nombre del amor   | Indicado  |
| 2009 | Prêmio Micrófono de Oro      | Excelência Artística       | En nombre del amor   | Venceu    |
| 2010 | Prêmio TVyNovelas            | Melor Ator Protagonista    | En nombre del amor   | Indicado  |
| 2010 | Prêmio ACE de Nova York      | Melhor Ator Co-Protagônico | En nombre del amor   | Venceu    |
| 2015 | Prêmio TVyNovelas            | Melhor Ator Co-estelar     | Qué pobres tan ricos | Indicado  |
| 2016 | Prêmio TVyNovelas            | Melhor Primeiro Ator       | A que no me dejas    | Venceu    |